# Буссак (кантон)
Буссак (фр. Boussac) — кантон во Франции, находится в регионе Лимузен. Департамент кантона — Крёз. Входит в состав округа Гере. Население кантона на 2006 год составляло 5369 человек.
Код INSEE кантона 2308. Всего в кантон Буссак входят 13 коммун, из них главной коммуной является Буссак.

## Коммуны кантона
- Бор-Сен-Жорж — население 358 чел.
- Буссак — население 1436 чел.
- Буссак-Бур — население 789 чел.
- Бюсьер-Сен-Жорж — население 208 чел.
- Лавофранш — население 236 чел.
- Лейра — население 161 чел.
- Мальре-Буссак — население 233 чел.
- Нузрин — население 253 чел.
- Сен-Марьен — население 175 чел.
- Сен-Пьер-ле-Бост — население 156 чел.
- Сен-Сильвен-Ба-ле-Рок — население 490 чел.
- Суман — население 571 чел.
- Ту-Сент-Круа — население 303 чел.